# Wander Luiz Queiroz Dias
Wander Luiz Queiroz Dias (* 17. Februar 1992 in Espírito Santo), auch bekannt als Wander Luiz, ist ein brasilianischer Fußballspieler.

## Karriere
Wander Luiz spielte von 2014 bei den unterklassigen brasilianischen Vereinen ECPP Vitória da Conquista , Fluminense de Feira FC, SC Santa Rita und AD Ferroviária Vale do Rio Doce. 2014 gewann er mit ECPP Vitória da Conquista den Staatspokal von Bahia. Im Juni 2017 ging er nach Asien, wo er in Vietnam einen Vertrag beim Erstligisten Đồng Tâm Long An unterschrieb. Für den Verein aus Tân An bestritt er zwölf Erstligaspiele. Nach einem halben Jahr wechselte er Ende Dezember 2017 zum ebenfalls in der ersten Liga spielenden Quảng Nam FC. Mit dem Verein aus Tam Kỳ gewann er am 24. Februar 2018 den vietnamesischen Supercup. Das Spiel gegen Sông Lam Nghệ An wurde mit 1:0 gewonnen. Nach zwei Ligaspielen wechselte er im März 2018 zum Ligakonkurrenten Cần Thơ FC nach Cần Thơ. Die Saison 2019 stand er beim Becamex Bình Dương in Thủ Dầu Một unter Vertrag. Nach 22 Erstligaspielen ging er im Februar 2020 nach Indonesien. Hier spielte er für die Erstligisten Persib Bandung, PSS Sleman und RANS Nusantara. Im März 2023 kehrte er nach Brasilien zurück, wo er bis Anfang August 2023 für seinen ehemaligen Verein AD Ferroviária Vale do Rio Doce spielte. Anfang August 2023 zog es ihn nach Thailand. Hier nahm ihn der Zweitligaaufsteiger Chanthaburi FC aus Chanthaburi unter Vertrag. Nach 21 Ligaspielen wechselte er im Januar 2024 wieder nach Vietnam. Hier schloss er sich dem Erstligisten Hồ Chí Minh City FC an. Nach drei Ligaspielen wurde sein Vertrag am 18. März 2024 wieder aufgelöst. Wo er von Mitte März 2024 bis Mitte Januar 2025 unter Vertrag stand, ist unbekannt. Am 14. Januar 2025 nahm ihn der indische Zweitligist Gokulam Kerala FC unter Vertrag. Nach einem Spiel wechselte er im Sommer 2025 wieder nach Thailand. Hier nahm ihn sein ehemaliger Verein, der Zweitligist Chanthaburi FC, wieder unter Vertrag.

## Erfolge
ECPP Vitória da Conquista
- Staatspokal von Bahia: 2014

Quảng Nam FC
- Vietnamesischer Supercup-Sieger: 2018

## Sonstiges
Wander Luiz ist der Bruder von Nando.